# Fuwala
fuwala（ふわら、1984年5月7日 - ）は、日本の女性シンガーソングライター、タレントである。tenoWA record所属。以前は芙咲由美恵（ふわらゆみえ）として活動していた。

## 略歴
2001年
- 地元盛岡で出会ったストリートミュージシャン達に触発され、興味本位で路上で歌い始める。歌うことで自己を開放することに目覚める。

2002年
- 東京で暮らす姉を頼りに上京。音楽学校に通う。
- パフォーマンスグループ、ソロ、ユニット、バンドなど、さまざまな形でステージにあがる。

2004年
- 6月9日、デモCD『デモ1』発売。
- 9月15日、デモCD『デモ2』発売。

2005年
- 3月1日、ミニアルバム『小娘うたかた』発売。
- 3月14日、インターネットTV ひかり荘「ひかりナイトバラエティ千原靖史のせいじBar」にゲスト出演。「話が面白いから自分の番組持ってみたら」と千原靖史に言われ、後に自身もひかり荘で番組配信開始。

2006年
- 6月11日、ワンマンライブ「小娘うたかたタリラン」を下北沢LOFTにて開催。
- 10月28日、ワンマンライブ「明日こいこい かかってこい」をZher the Zoo YOYOGIにて開催。同日、6月のワンマンライブを収めたDVDを発売。

2007年
- 3月1日、ワンマンライブ「うわの空、花わらう」を原宿アストロホールにて開催。

2008年
- 7月18日、2ヶ月連続企画第1回、ワンマンショー「1st fullmoon night stage〜月の砂漠をさばさばと〜」をSHIBUYA 7th floorで開催。
- 8月17日、2ヶ月連続企画第2回、ワンマンショー「2nd fullmoon night stage〜月の砂漠をさばさばと〜」をSHIBUYA 7th floorで開催。
- うた・鍵盤・ドラムの3ピースバンド、10人編成のバンド、ツインドラム×ワンボーカルなど、さまざまな編成でライブ活動を行う。

2009年
- 7月15日、「芙咲由美恵」から「fuwala」へ改名することを発表[1]。
- 9月12日、岩手県紫波町の自宅（ガソリンスタンド）にて、「ただいまライブ」を開催。14日付の岩手日報において記事として取り上げられる[2]。
- 9月12日、いしがきミュージックフェスティバルに出演。（2011年まで連続出演）
- 9月19日、シングル『声』を発売。

2010年～2011年
- 東京都内を中心に、複数のライブイベントに参加。

2012年
- 体調不良により、1月に出演を予定していたライブをキャンセル。休養期間に入る。

2013年
- 9月27日、紫波町にて行われた「青空とカレーライス」というイベントに参加し、活動を再開。

2014年
- 5月15日、シングル「1 2 3 4 しわちょー！」を発売。（紫波町の「OGAL」にて販売）
- FM Oneにて、自身がパーソナリティを務める番組「One One Book」開始。
- 岩手めんこいテレビの番組「はちキュン」にリポーターとして出演開始。
- 岩手めんこいテレビの番組「E5いい旅」のテーマソング「HAPPY TRAVEL」を歌唱。ナビゲーターとしてもレギュラー出演を開始。

2015年
- 岩手県内を中心に多くのライブイベントに出演。
- 7月より放送された岩手コンポスト株式会社のCMソングの制作に携わる。（作曲家・小林道夫 (音楽家)との共同制作）
- 8月より、ホテル森の風　鴬宿のCMにてナレーションを担当。
- 10月より、トヨタカローラ岩手のCMに出演。CMソングを歌唱。
- 11月より、ハウスM21のCMに出演。
- 11月より放送されたJA全農いわてのCMにて、テーマ曲「恋するおコメ」を歌唱。

2016年
- 体調不良により、3月末で全てのレギュラー出演番組を降板。休養に入る。

## 人物
岩手県紫波郡紫波町出身。血液型はO型。17歳で高校を中退し、単身上京。「芙咲由美恵」として活動を行う。2009年夏より「fuwala」に改名。「ふじわらゆみえ」として作詞活動も行っている。

## 作品

### シングル
- 声（2009年9月19日）

1. 声
2. my sweet home
3. 小春

- 1 2 3 4 しわちょー！（2014年5月15日）

1. 1 2 3 4しわちょー！(エフエム岩手  ふるさと元気隊 Tuesday「紫波こびるFM」オープニングテーマ)
2. さよなら、ありがとう
3. OGALで会いましょう

### 芙咲由美恵 名義
- デモ1（2004年6月9日）

1. シングルベット
2. 猫のうた
3. Pistol

- デモ2（2004年9月15日）

1. リンゴ
2. 傷跡
3. 帰り道 〜走って走って〜

- 小娘うたかた（2005年3月1日）

1. 傷跡
2. さびた線路
3. りんご
4. 帰り道 〜走って走って〜
5. イメージ
6. 猫のうた
7. ひとりごと

- 小娘うたかた[LIVE DVD]（2006年10月28日）

1. ゆれるゆれる
2. 深呼吸
3. いつか
4. Pistol
5. 傷跡
6. 猫のうた
7. 小春
8. さびた線路
9. 子供のてつがく
10. リンゴ
11. 帰り道

### 参加作品
- ファンタシースターZERO オリジナルサウンドトラック（2009年1月28日）

「たいせつなもの」楽曲収録

### 楽曲提供
- 小清水亜美

この恋は忘れない
- 熊田曜子

夏想い
- おかあさんといっしょ（作詞のみ。「ふじわらゆみえ」として活動。）

1〜9までかぞえうた
あか・あお・きいろ
うさぎのぺったんたん
えがおのおまじない
えがおのおまじない-2
おはなのうた
おはようこんにちは
おひさまパワー〜起きて起きて〜
がんばるきみはカッコイイ
しりとりできるかな
世界イチのホットケーキ
だいすきトマト
どうぶつえほん
ドミソのハーモニー
ながれぼしキラリ
なすビーナス
なつなつだいすきっ!
はじめましてのうた
はなび音頭
ピヨピピピ
ぼくの中のてんしとあくま
ポッポーきしゃごっこ
モグモグほっぺ
我輩は探偵であ〜る!

## タイアップ一覧
- 「リンゴ」 - NHK総合「ごきげん!ふるさと参るin北海道」テーマソング
- 「風ふくとき」 - NHK教育「中学生日記〜僕はここにいる〜」テーマソング

## ワンマンライブ
- 「小娘うたかたタリラン」（2006年6月11日、下北沢LOFT）
- 「明日こいこい　かかってこい」（2006年10月28日、Zher the Zoo YOYOGI）
- 「うわの空、花わらう」（2007年3月1日、原宿アストロホール）
- 「1st fullmoon night stage〜月の砂漠をさばさばと〜」（2008年7月18日、SHIBUYA 7th floor）
- 「2nd fullmoon night stage〜月の砂漠をさばさばと〜」（2008年8月17日、SHIBUYA 7th floor）

## 関連人物
- YORKE.

fuwalaのアートワークを担当。
- Ryouhei Osaka（JACREN）

fuwalaの楽曲のレコーディングエンジニア、ミックス、マスタリングを担当。
- 流田あゆみ

fuwalaのアートディレクション、デザインを担当。